# Engis 2

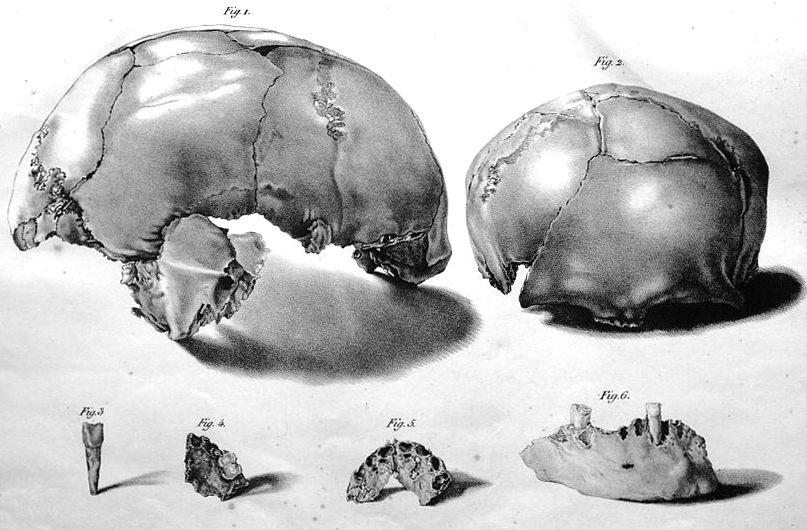
Die Fossilienfunde von 1829 aus Engis: unten in der Mitte das Oberkieferfragment des Neandertaler-Kindes, darüber zwei Ansichten des Schädels Engis 1 von Homo sapiens

Engis 2 ist die Bezeichnung für ein teilweise erhaltenes Schädeldach mit vermutlich zugehörigem, ebenfalls teilweise erhaltenem Oberkiefer eines zwei- bis dreijährigen Neandertaler-Kindes. Das Fossil war 1829 zusammen mit mehreren anderen Knochen in der Höhle Awir II unmittelbar nördlich der belgischen Gemeinde Engis entdeckt worden. 1833 beschrieb ihr Ausgräber, der niederländische Arzt und Naturforscher Philippe-Charles Schmerling, diese Skelettreste in einer Fachveröffentlichung und ordnete sie, da er ihr hohes Alter aufgrund von Fossilien ausgestorbener Tierarten und gleichfalls entdeckter Steinwerkzeuge erkannte, dem „Diluvium“ zu. Erst 1936 wurde jedoch erkannt, dass diese Publikation die erste wissenschaftliche Beschreibung eines Neandertaler-Fossils enthielt.

## Erforschung
Dem Fossil Engis 2 wurde anfangs im Vergleich zum Fossil Engis 1 – dem sehr gut und fast vollständig erhaltenen Schädel eines erwachsenen, anatomisch modernen Menschen (Homo sapiens) – nur geringe Beachtung geschenkt, zudem wurde es als „modern“ verkannt. Zwar hatte Carl von Linné bereits 1758 in der 10. Auflage seiner Schrift Systema Naturae (S. 20) die Bezeichnung Homo sapiens als Artname für den Menschen eingeführt, jedoch ohne eine so genannte Diagnose, also ohne präzise Beschreibung der arttypischen Merkmale. Daher fehlten im frühen 19. Jahrhundert noch die Kriterien, anhand derer man fossile Arten der Gattung Homo von Homo sapiens hätte abgrenzen können. Selbst Thomas Henry Huxley, ein Unterstützer von Darwins Evolutionstheorie, schrieb noch 1863 den Fund aus Engis einem „Menschen von niedrigem Grad an Zivilisation“ zu und interpretierte den Fund Neandertal 1 aus dem Neandertal als innerhalb der Variationsbreite des modernen Menschen liegend. Hinzu kam, dass die Schädel eines sehr jungen Neandertalers und eines ungefähr gleich alten Kindes des anatomisch modernen Menschen sich sehr viel stärker ähneln als die Schädel der Erwachsenen, „und man glaubte fälschlicherweise, daß ein nachweislich moderner Schädel aus der Engis-Höhle [Engis 1] mit dem Kinderschädel vergesellschaftet war.“
Die Zuordnung von Engis 2 zu Homo neanderthalensis und von Engis 1 zu Homo sapiens erfolgte primär aufgrund ihrer anatomischen Merkmale; Engis 2 wurde zudem im Kontext mit Artefakten aus dem Moustérien geborgen. Für Engis 2 war zunächst ein Alter von rund 30.000 Jahren berechnet worden; im Jahr 2021 ergab eine Neubestimmung hingegen ein Alter von mindestens 40.000 Jahren (cal BP).
1986 wurden Ritzungen auf der Oberseite der Schädelknochen von Engis 2 in einem Fachaufsatz als Schnittspuren interpretiert und daraus unter anderem Mutmaßungen über kannibalistische Handlungen abgeleitet. 1989 wurden diese Hypothesen von Tim White unter Verweis auf diverse andere Fossilien als Folgen einer Beschädigung des Schädeldachs während der Präparation widerlegt.
Die Funde aus Engis werden beim Service de Paléontologie Animale et Humaine der Universität Lüttich aufbewahrt. Die als Engis 3 bezeichneten Knochenfragmente sind verschollen. Die stammesgeschichtliche Herkunft eines 1872 entdeckten Ellen-Bruchstücks (Engis 4) ist ungeklärt, es konnte bislang keinem Taxon zugeordnet werden.

## Belege
1. ↑  Philippe-Charles Schmerling: Recherches sur les ossements fossiles découverts dans les cavernes de la Province de Liège. P.-J. Collardin, Liège 1833, S. 1–66.
2. ↑  Charles Fraipont: Les Hommes Fossiles d'Engis. In: Archives de l'Institute de Paléontologie Humaine. Mémoire 16, 1936, S. 1–52.
3. ↑  Thomas Henry Huxley: On some fossil remains of man. Kapitel 3 in: Evidence as to man's place in nature. D. Appleton and Company, New York 1863.
4. ↑  Ian Tattersall: Neandertaler. Der Streit um unsere Ahnen. Birkhäuser, Basel 1999, S. 78, ISBN 3-7643-6051-8.
5. ↑  Bernard Wood: Wiley-Blackwell Encyclopedia of Human Evolution. Wiley-Blackwell, 2011, ISBN 978-1405155106.
6. ↑  Thibaut Devièse et al.: Reevaluating the timing of Neanderthal disappearance in Northwest Europe. In: PNAS. Band 118, Nr. 12, e2022466118, doi:10.1073/pnas.2022466118. 
 Das geheimnisvolle Verschwinden der Neandertaler. Auf: welt.de vom 8. März 2021.
7. ↑  Mary D. Russell und Françoise LeMort: Cutmarks on the Engis 2 calvaria? In: American Journal of Physical Anthropology. Band 69, Nr. 3, 1986, S. 317–323, doi:10.1002/ajpa.1330690304.
8. ↑  Tim D. White und Nicholas Toth: Engis: Preparation damage, not ancient cutmarks. In: American Journal of Physical Anthropology. Band 78, Nr. 3, 1989, S. 361–367, doi:10.1002/ajpa.1330780305.